# Fernando Huidobro
Fernando Huidobro Polanco (Santander, 10 de marzo de 1903-Madrid, 11 de abril de 1937) fue un jesuita y filósofo español conocido por ser considerado como siervo de Dios en la Iglesia católica.

## Biografía
Fue el sexto de los nueve hijos de una familia considerada muy piadosa formada por José Huidobro, ingeniero de caminos, canales y puertos, y María Polanco. Otro de sus hermanos sería también jesuita y dos de sus hermanas religiosas, Esclavas del Sagrado Corazón de Jesús.
Su educación se produjo en Melilla donde en 1908 se había trasladado la familia por convertirse su padre en director de la construcción del nuevo puerto de la ciudad. Desde 1911, la familia se trasladó a Madrid donde Fernando realizaría el bachillerato.
Comenzó sus estudios universitarios estudiando el curso preparatorio de Derecho en el Instituto Católico de Artes e Industrias (ICAI). Abandonó estos estudios para incorporarse a la Compañía de Jesús el 16 de octubre de 1919 en el noviciado que la orden tenía en Granada. En la década de 1920 realizó sucesivos estudios de Humanidades (1921-1924) y Filosofía (1924-1927) en Granada. Transcurridas estas etapas y dentro del procedimiento de ingreso a la Compañía, realizó la conocida como Magisterio primero en la Casa de Probación de Aranjuez (1927-1929) y después en el Colegio Nuestra Señora del Recuerdo, regentado por la Compañía en Madrid en los años 1929-1930. Posteriormente, comenzó sus estudios de teología en Oña, que fueron interrumpidos por la expulsión de España de la Compañía de Jesús tras la proclamación de la Segunda República española.
Es esta circunstancia la que le fuerza a continuar sus estudios de teología en Marneffe (Bélgica) en 1932 y posteriormente en la neerlandesa Valkenburg. El 27 de agosto de 1933, y en esta última ciudad, sería ordenado sacerdote.
Posteriormente continuaría sus estudios de filosofía en Alemania, primero en la universidad de Berlín y después en la de la localidad alemana de Friburgo de Brisgovia. En la universidad de Friburgo fue alumno de Martin Heidegger y residiría en la Karolushaus. Sería este último quien desde los inicios de 1936 dirigiría su tesis doctoral. Heidegger llegaría a calificar a Huidobro de brillante discípulo.
En los años de Friburgo, coincidiría con otro importante jesuita y filósofo, Karl Rahner. Junto a este, participó en el seminario Seminare Kant – Leibniz – Schiller, desarrollado desde noviembre de 1935 hasta febrero de 1936.
En 1936, tras el estallido de la Guerra Civil en España y residiendo en Bélgica, según algunos de sus biógrafos pidió servir en la zona republicana, pero finalmente fue destinado a servir en el ejército de la zona sublevada.
Fue destinado como capellán de la IV Bandera del Tercio de la Legión. En noviembre de 1936 sería herido gravemente en la pierna en el frente situado en la madrileña Casa de Campo. Durante su servicio en la guerra civil española, destacó su preocupación por todas las represalias relacionadas con la toma de zonas y poblaciones por el bando sublevado. Esta preocupación se materializó también, según testimonios contemporáneos, en su ejercicio como capellán castrense.
Según recoge Calvo González-Regueral, llegó a escribir a Francisco Franco expresando su preocupación por las represalias cometidas en la retaguardia y con los prisioneros. Siguiendo a este autor, llegó a mantener una entrevista personal con Franco sobre el particular.
Realizó sus votos definitivos en la Compañía el 5 de abril de 1937, en el colegio de San José en Villafranca de los Barros. Seis días después, caería muerto a la hora del mediodía oficialmente como consecuencia de la explosión de un obús mientas asistía a heridos en la batalla de la Cuesta de las Perdices, en la carretera de La Coruña, actual A-6 (en concreto, al entrar en el puesto de socorro instalado en el chalet de la finca del marqués de Camarines entre las carreteras de Castilla y de La Coruña). Aunque otras fuentes apuntan a un disparo intencionado procedente del propio bando.

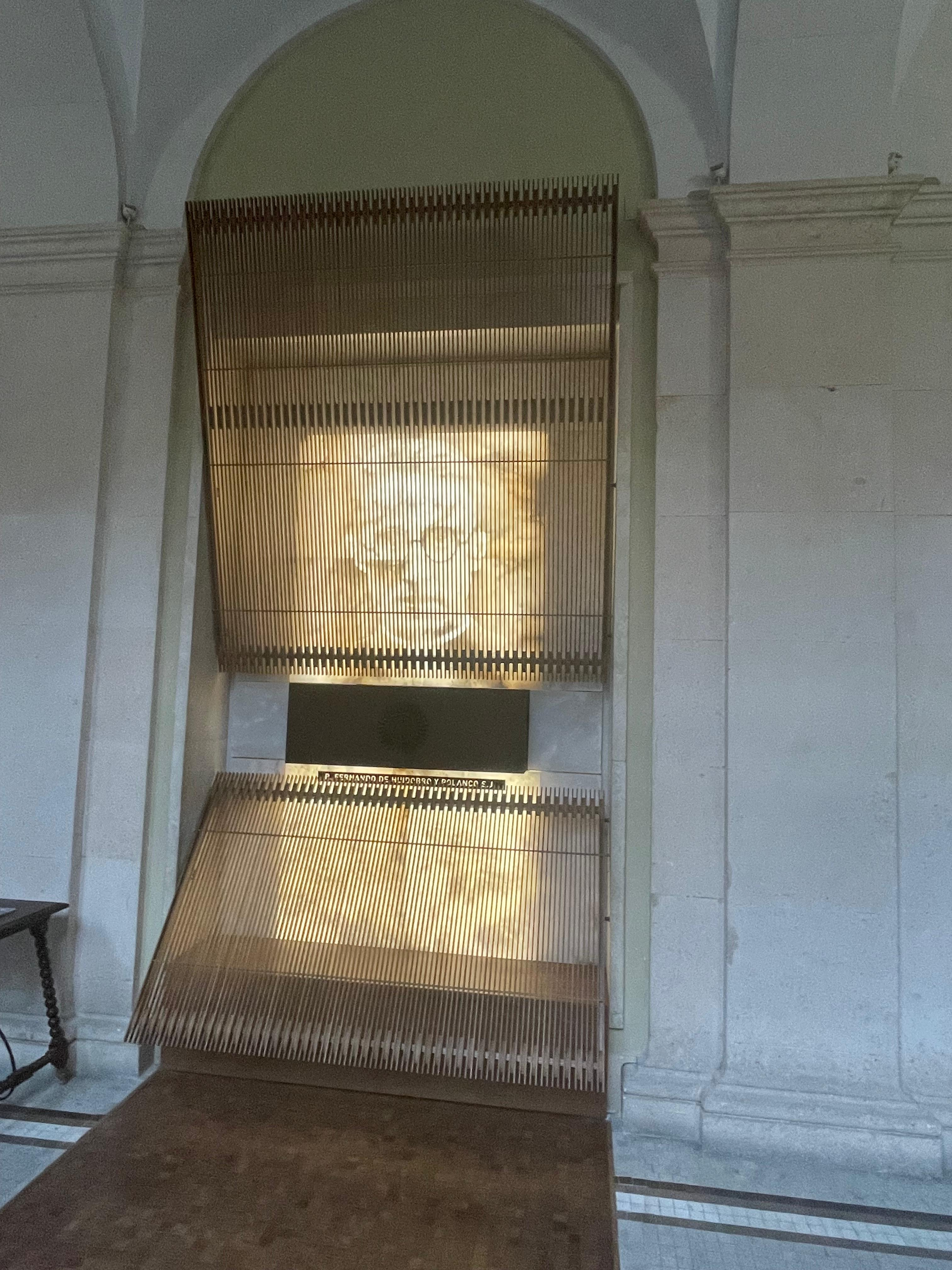
Sepulcro del padre Huidobro en el claustro de la residencia de la Compañía de Jesús en Madrid, que incluye la iglesia de San Francisco de Borja.

Su cuerpo sería enterrado en diversas ubicaciones. El 13 de abril de 1937 en el cementerio de Boadilla del Monte. Posteriormente, en noviembre de 1943 se trasladarían al colegio-noviciado de la Compañía en Aranjuez. En 1958 se moverían al sepulcro construido en el zaguán del lado del Evangelio de la recién construida iglesia de San Francisco de Borja en Madrid. El 19 de julio de 2024, en una ceremonia solemne sus restos fueron trasladados a la galería este del claustro de la residencia de la Compañía de Jesús anexa a la iglesia de San Francisco de Borja. En el lado norte de este claustro, tras el altar de San Francisco de Borja (capilla de lado de la Epístola del crucero de la iglesia), reposan los restos del santo jesuita José María Rubio.

### Individuales
1. ↑  «Biografía del Padre Huidobro». Arzobispado castrense de España. Consultado el 7 de julio de 2023.
2. ↑  Egido Serrano, José (1999). Fe e ilustración: el proyecto filosófico de José Gómez Caffarena. Universidad Pontificia Comillas. p. 88. ISBN 978-84-89708-45-7. Consultado el 7 de julio de 2023.
3. 1 2  Soto, Hardy Alberto Neumann (27 de julio de 2020). «En torno a algunas consecuencias de la interpretación heideggeriana de la mónada como representación en Leibniz». Metafísica y Persona (24): 95-96. ISSN 1989-4996. doi:10.24310/Metyper.2020.vi24.10048. Consultado el 19 de julio de 2023.
4. ↑  Calvo González-Regueral, mayo de 2022, p. 94.
5. ↑  Calvo González-Regueral, mayo de 2022, p. 97.
6. ↑  Dávila, Rafael (9 de enero de 2021). «CAUSA DE BEATIFICACIÓN Y CANONIZACIÓN DEL CAPELLÁN DE LA LEGIÓN FERNANDO HUIDOBRO POLANCO. General Dávila (R.)». General Dávila. Consultado el 7 de julio de 2023.
7. ↑  José María, Lama (10 de diciembre de 2023). «El último libro del historiador Francisco Espinosa: un ensayo sobre las primeras brutalidades del franquismo». elDiario.es. Consultado el 11 de diciembre de 2023.
8. ↑  Aragoneses, Begoña. «El padre Huidobro reposa ya en su nueva sepultura: «Hoy necesitamos en los ambientes, también en los eclesiásticos, profetas de reconciliación»». Arquidiócesis de Madrid. Consultado el 22 de julio de 2024.